# Mark Buchanan
Mark Buchanan (Cleveland, 31 ottobre 1961) è un fisico e divulgatore scientifico statunitense.
È stato redattore della rivista scientifica internazionale Nature, a del popolare magazine New Scientist. È stato columnist del New York Times. Attualmente è autore, con cadenza mensile, di editoriali per il giornale Nature Physics, nonché collaboratore di Newton.
I libri di Buchanan hanno per argomento le idee della fisica moderna, specialmente nel campo della teoria dei quanti o della fisica dello stato condensato, con particolare enfasi sul tentativo di utilizzare i nuovi concetti elaborati dalla fisica per comprendere altri percorsi e dinamiche, specialmente in biologia o nelle scienze sociali. Fra i suoi temi chiave vi sono la spesso sottovalutata importanza dei fenomeni di emergenza dell'ordine spontaneo o di auto-organizzazione nei sistemi complessi e nei fenomeni collettivi.
Tutto il suo lavoro è proteso a divulgare i progressi della scienza moderna presso un pubblico vasto e non specialistico, e a stimolare l'interscambio di idee scavalcando le frontiere interdisciplinari.
Mark Buchanan ha ricevuto a Torino il Premio Lagrange sui sistemi complessi, edizione 2009, nella sezione speciale relativa alla divulgazione scientifica.

## Libri
- Ubiquity: The Science of History… or Why the World is Simpler Than We Think (Weidenfeld & Nicolson, London, 2000)
  - trad. it.: Ubiquità: dai terremoti al crollo dei mercati, dai trend della moda alle crisi militari : la nuova legge universale del cambiamento, Mondadori, 2003, ISBN 88-04-48960-X
- Nexus: Small Worlds and the groundbreaking new science of networks (W.W. Norton & Co, New York, 2002)
  - trad. it.: Nexus: perché la natura, la società, l'economia, la comunicazione funzionano allo stesso modo , Mondadori, 2003, ISBN 978-88-04-53333-7
- The Social Atom: why the rich get richer, cheaters get caught, and your neighbor usually looks like you (Bloomsbury Press, New York, 2007)
  - trad. it.: L'atomo sociale: il comportamento umano e le leggi della fisica, Mondadori, 2008, ISBN 978-88-04-58069-0
- Forecast (Bloomsbury Publishing, New York, 2013) 
  - trad. it: Previsioni: cosa possono insegnarci la fisica, la meteorologia e le scienze naturali sull'economia, Malcor D, Catania 2014, ISBN 978-88-97909-12-5